# Callitriche fehmedianii
Callitriche fehmedianii är en grobladsväxtart som beskrevs av A. Majeed Kak och G.N. Javeid. Callitriche fehmedianii ingår i släktet lånkar, och familjen grobladsväxter. Inga underarter finns listade i Catalogue of Life.